# فیپسبرگ (کلرادو)
فیپسبرگ (به انگلیسی: Phippsburg) یک منطقهٔ مسکونی در ایالات متحده آمریکا است که در شهرستان روت، کلرادو واقع شده‌است. فیپسبرگ ۲٬۲۶۷ متر بالاتر از سطح دریا واقع شده‌است.